# Dwain Chambers
Dwain Anthony Chambers (* 5. dubna 1978 Islington) je britský sprinter afro-karibského původu. Je halovým mistrem světa (2010) a halovým mistrem Evropy (2009) v běhu na 60 metrů. V roce 2002 se stal vítězem ankety Atlet Evropy. V letech 2003 – 2005 si odpykával dvouletý trest za doping poté, co byl jako první sportovec pozitivně testován na anabolický steroid THG (Tetrahydrogestrinon), vyvinutý sanfranciskou laboratoří BALCO. Pozitivní nález měl při mimosoutěžním odběru na soustředění v německém Saarbrückenu dne 1. srpna 2003. Vzorek zkoumala akreditovaná laboratoř Mezinárodního olympijského výboru v Los Angeles, která zjistila způsob odhalení látky THG. Později o svých zkušenostech s dopingem napsal autobiografickou knihu s názvem (Race Against Me - "Závod proti mně").
Od 7. března 2009 je držitelem evropského halového rekordu v běhu na 60 metrů, jehož hodnota je 6,42 s. Dvakrát v kariéře již dokázal běžet pod 10 sekund v běhu na 100 metrů.

## Osobní rekordy
Dráha
- 50 m – 5,69 s (2000)
- 100 m – 9,97 s (1999)
- 200 m – 20,31 s (2001)

Hala
- Běh na 60 metrů (hala) – 6,42 s, Turín, 7. 3. 2009 - Současný evropský rekord